# غراند أول أوبري

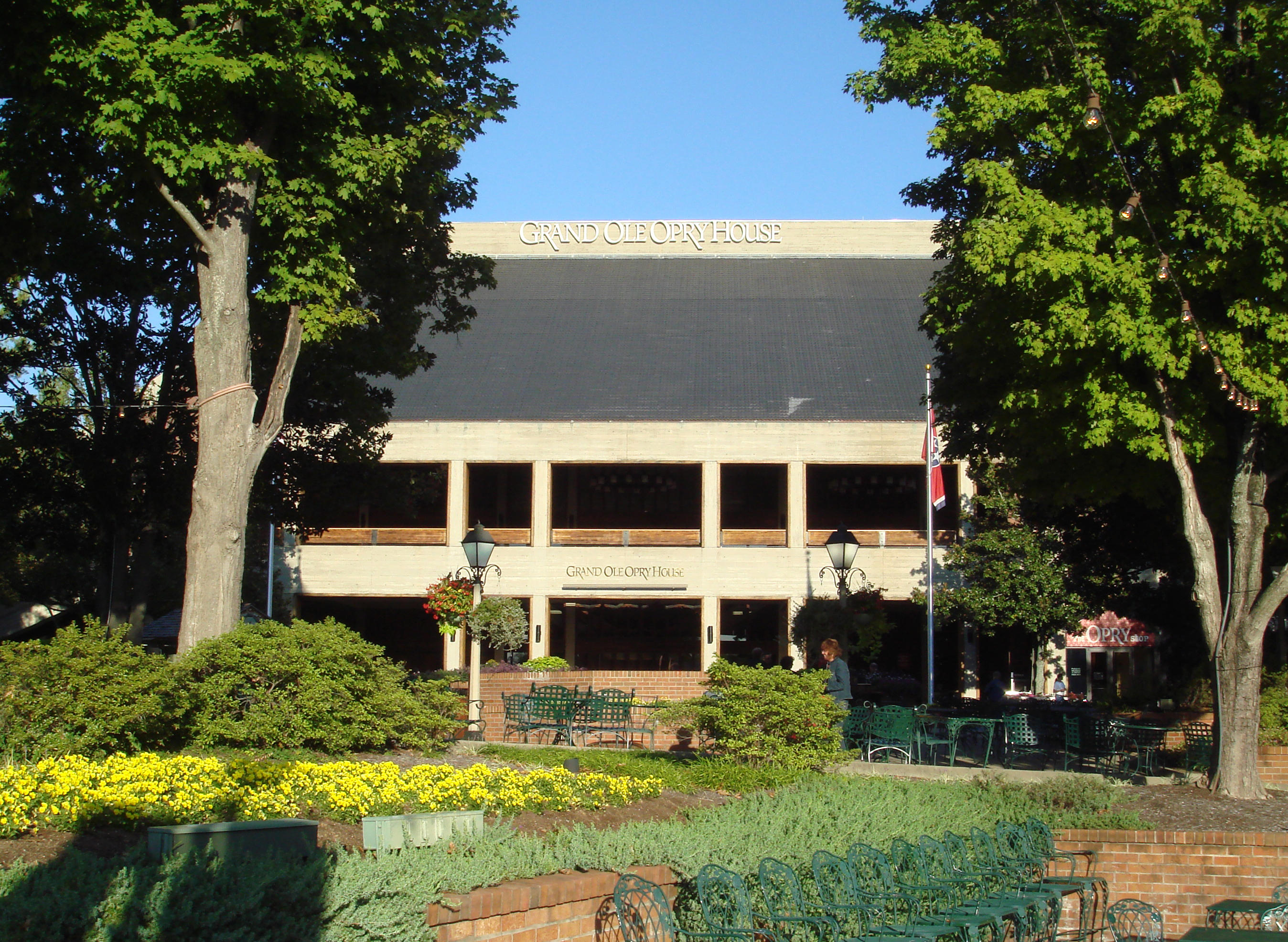

غراند أول أوبري (بالإنجليزية: Grand Ole Opry)‏ هو عرض أسبوعي لموسيقى الكانتري في ناشفيل، تينيسي، والذي قدم أكبر نجوم موسيقى الكانتري على مدى عقود. تأسس في 28 نوفمبر عام 1925 على يد جورج هاي كعرض إذاعي لساعة واحدة على محطة WSM، وتعود ملكيته وإدارته حاليا إلى شركة أوبري إنترتينمنت (وهي فرع من شركة رايمان هوسبيتاليتي)، هو أطول البرامج الإذاعية عمرا في التاريخ، وإن لم يكن أطولها عمرا على شبكة راديو. تم تكريس البرنامج لتكريم موسيقى الكانتري وتاريخها، وهو يعرض مزيجا من النجوم والأغاني الناجحة داخل موسيقى الكانتري والبلوغراس والفولك والغوسبل، بالإضافة للعروض والتمثيليات الكوميدية. يعتبر البرنامج رمزا أمريكيا ويجذب مئات الآلاف من الزوار من مختلف أنحاء العالم والملايين من مستمعي الراديو والإنترنت.
شعار أوبري الأساسي الحالي هو «العرض الذي جعل موسيقى الكانتري شهيرة». وتشمل شعاراته الأخرى «موطن الموسيقى الأمريكية» و «أشهر مسارح الريح».
في الثلاثينات، بدأ العرض بتوظيف المهنيين وتمت زيادته لأربع ساعات. وقامت إذاعة WSM، والتي بثت وقتها بموجة 50,000 واط، بتثبيت البرنامج مساء السبت في ما يقرب من 30 ولاية. في عام 1939، عرض البرنامج لأول مرة على الصعيد الوطني على راديو إن بي سي. تم نقل أوبري إلى مقره الدائم في قاعة رايمان في عام 1943. بعد أن زادت أهميته، كذلك زادت أهمية مدينة ناشفيل، التي أصبحت «عاصمة موسيقى الكانتري» في أمريكا. يحمل غراند أول أوبري قدرا من الأهمية في ناشفيل بحيث تم تضمين اسمه على لافتات المدينة وجميع الطرق الرئيسية فيها. حيث كتب على اللافتات «مدينة الموسيقى | متروبوليتان ناشفيل، مقاطعة ديفيدسون | موطن غراند أول أوبري».
لا تزال عضوية أوبري إحدى أهم الإنجازات في مجال موسيقى الكانتري. وأصبح أساطير موسيقى الكانتري مثل هانك وليامز، باتسي كلاين، مارتي روبينز، روي أكوف، عائلة كارتر، بيل مونرو، إرنست تاب، كيتي ويلز، ميني بيرل نظاميين في البرنامج. استضاف البرنامج نجوما معاصرين مثل دوللي بارتون، ألن جاكسون، غارث بروكس، ريبا ماكنتاير، جوش تيرنر، كيري أندروود، براد بيزلي، راسكال فلاتس، ديريك بنتلي، بليك شيلتون ديكسي تشيكس. تم عرض البرنامج على التلفزيون في فترات متقطعة بالإضافة إلى العرض الإذاعي.